# Жынгылды (Алматинская область)
Жынгылды (каз. Шекара орманшар) — село в Карасайском районе Алматинской области Казахстана. Входит в состав Новошамалганского сельского округа. Находится примерно в 41 км к северо-западу от центра города Каскелен. Код КАТО — 195237103.

## Население
В 1999 году население села составляло 309 человек (154 мужчины и 155 женщин). По данным переписи 2009 года, в селе проживало 278 человек (132 мужчины и 146 женщин).